# Gustaf Bernhardt
Gustaf Bernhardt, född 7 maj 1806 i Brunna, Hedemora, död 24 juli 1880 i Husby-Oppunda socken, var en svensk ingenjör, fabrikör, brukspatron och godsägare.
Han var utomäktenskaplig son till generalmajoren greve Nils August Cronstedt (1753–1835) och pigan Stina Ersdotter samt vigd 1837 på Torp med Anna Catharina Janson (1817–1859) dotter till brukspatronen Per Jansson på Borggård; paret fick nio barn. Efter avslutade studier vid Teknologiska institutet i Stockholm 1827 var han anställd av greve Hamilton i Småland där han anlade flera mekaniska inrättningar efter egna ritningar. Därefter var han anställd vid Motala verkstad och var föreståndare för Nyköpings mekaniska verkstad 1831–1840. Därefter var han verksam på godset Torp där han anlade en mekanisk verkstad och hjulfabrik. Han var delaktig i anläggandet av ett gasverk i Strängnäs och vattenledningssystem i Nyköping som därefter gav honom under hela sin levnad en viss årlig inkomst från stadskassan. Han var huvudägare till bland annat Torp, Ekensholm, Stålboga bruk, Björndammens masugn och han blev hälftenägare av Skogaholms bruk 1841. I Stockholm förvärvade han holmen Strömsborg som han sedermera med god förtjänst sålde till byggmästaren Johan Andersson.
I Nyköping köpte han 1873 den Westerlingska gården med närliggande Mårtens hus som sonen Fredrik Joakim Bernhardt (1851–1932) ärvde efter faderns död 1880. Vid sitt frånfälle räknades han till en av de rikaste personerna i landet; hans efterlämnade boupptecknade förmögenhet uppgick till 1 288 944 kronor 81 öre.